# Mitglieder der Württembergischen Landstände 1851 bis 1856
Diese Liste umfasst die Mitglieder der Württembergischen Landstände des Königreichs Württemberg in der Wahlperiode von 1851 bis 1856.
Während dieser Wahlperiode tagte der 19. ordentliche Landtag vom 6. Mai 1851 bis zum 20. August 1855.

## Das Präsidium der Ersten Kammer (Kammer der Standesherren)
Präsident: Herzog Friedrich von Württemberg amtierte zunächst im Mai und Juni 1851, ehe Fürst Ernst I. zu Hohenlohe-Langenburg sein Amt als regulärer Präsident der Kammer antrat

Vizepräsident: Fürst Karl Egon II. zu Fürstenberg gefolgt 1852 von Fürst Friedrich von Waldburg zu Wolfegg und Waldsee

## Die Mitglieder der Ersten Kammer

### Prinzen des Hauses Württemberg
- Kronprinz Karl von Württemberg
- Königlicher Prinz Paul von Württemberg († 1852)
- Königlicher Prinz Friedrich von Württemberg
- Königlicher Prinz August von Württemberg war in dieser Wahlperiode nie persönlich anwesend
- Herzog Alexander Paul Ludwig Konstantin von Württemberg war in dieser Wahlperiode nie persönlich anwesend
- Herzog Eugen II. von Württemberg
- Herzog Eugen III. Alexander Erdmann von Württemberg war nie persönlich anwesend
- Herzog Wilhelm von Württemberg war in dieser Wahlperiode nie persönlich anwesend
- Herzog Nikolaus von Württemberg seit 1855 Mitglied der Kammer, in dieser Wahlperiode jedoch nie persönlich anwesend
- Herzog Paul Wilhelm von Württemberg war in dieser Wahlperiode nie persönlich anwesend
- Herzog Maximilian von Württemberg
- Herzog Friedrich Alexander von Württemberg war nie persönlich anwesend und ließ sich vertreten
- Herzog Ernst Alexander von Württemberg war nie persönlich anwesend

### Standesherren (Fürsten)
- Fürst Karl Egon II. zu Fürstenberg († 1854)
- Fürst Karl Friedrich Ludwig zu Hohenlohe-Kirchberg war in diese Wahlperiode nie persönlich anwesend
- Fürst Ernst I. zu Hohenlohe-Langenburg
- Fürst Friedrich zu Hohenlohe-Waldenburg-Schillingsfürst war in dieser Wahlperiode nie anwesend
- Fürst August zu Hohenlohe-Öhringen († 1853), vertreten von seinem Sohn und Nachfolger Hugo zu Hohenlohe-Öhringen, der ebenfalls in dieser Wahlperiode nie persönlich anwesend war und sich vertreten ließ
- Fürst Karl zu Hohenlohe-Bartenstein wurde zeitlebens wegen mangelnder Befähigung durch andere Standesherrn vertreten.
- Fürst Albert zu Hohenlohe-Bartenstein-Jagstberg war seit 1851 Standesherr, wurde jedoch wegen Minderjährigkeit in dieser Wahlperiode von anderen Standesherrn vertreten
- Fürst Karl Friedrich Kraft zu Oettingen-Wallerstein vertreten durch seinen Onkel Karl Anselm Kraft zu Oettingen-Wallerstein
- Fürst Maximilian Karl von Thurn und Taxis war nie persönlich anwesend
- Fürst Karl zu Löwenstein-Wertheim-Rosenberg wegen Minderjährigkeit nicht anwesend und auch nicht vertreten
- Fürst Otto zu Oettingen-Spielberg
- Fürst Leopold von Waldburg zu Zeil und Wurzach, seit 1853 vertreten durch seinen Sohn Karl von Waldburg zu Zeil und Wurzach
- Fürst Konstantin von Waldburg zu Zeil und Trauchburg
- Fürst Friedrich von Waldburg zu Wolfegg und Waldsee
- Fürst Alfred zu Windischgrätz war nie persönlich anwesend
- Fürst Ferdinand zu Solms-Braunfels
- Fürst Georg zu Löwenstein-Wertheim-Freudenberg, seit 1851 vertreten durch seinen Sohn Adolf zu Löwenstein-Wertheim-Freudenberg

### Standesherren (Grafen)
- Graf Franz von Königsegg-Aulendorf vertreten von seinem Sohn Gustav von Königsegg-Aulendorf
- Graf Hugo Waldbott von Bassenheim war nie persönlich anwesend.
- Graf Maximilian von Törring-Gutenzell war nie persönlich anwesend
- Graf Otto Wilhelm von Quadt zu Wykradt und Isny
- Graf von Plettenberg-Mietingen dessen Stimme ruhte
- Graf Richard von Schaesberg-Thannheim war in dieser Wahlperiode nie persönlich anwesend

### Standesherrliche Gemeinschaften
- Standesherrschaft Löwenstein
- Standesherrschaft Limpurg-Obersontheim
- Standesherrschaft Limpurg-Oberroth und Limpurg-Waldeck
- Standesherrschaft Limpurg-Gaildorf

- Graf Friedrich von Pückler-Limpurg (1852 Mandatsverzicht), gefolgt von seinem Bruder Ludwig Friedrich Graf von Pückler-Limpurg († 1854), gefolgt von seinem Vertreter und Neffen Kurt Graf von Pückler-Limpurg
- Graf Richard zu Waldeck-Pyrmont

### Erblich ernannte Mitglieder
- Graf Albert von Rechberg und Rothenlöwen zu Hohenrechberg
- Graf Alfred von Neipperg  seit 1853 vertreten von seinem Bruder Erwin von Neipperg

### Auf Lebenszeit ernannte Mitglieder
- Fidel Baur von Breitenfeld trat 1851 in die Kammer ein
- Josef von Beroldingen
- Graf Friedrich Wilhelm von Bismarck legte sein Mandat 1853 nieder
- Karl von Gärttner
- Heinrich von Harpprecht trat 1851 in die Kammer ein
- Freiherr Karl von Holzschuher
- Freiherr Carl von Linden trat 1853 in die Kammer ein
- Freiherr Eugen von Maucler
- Freiherr Constantin von Neurath trat 1851 in die Kammer ein
- Graf Johann Georg von Sontheim
- Freiherr Karl von Waechter-Spittler

## Das Präsidium der Zweiten Kammer  (Kammer der Abgeordneten)
Alterspräsident: Friedrich von Römer

Präsident: Friedrich von Römer

Vizepräsident: Alois Wiest

## Die 23 bevorrechtigten Mitglieder der Zweiten Kammer

### Vertreter der Ritterschaft des Neckarkreises
- Freiherr Götz von Berlichingen
- Freiherr Wilhelm von Breitschwert
- Freiherr Karl von Varnbüler

### Vertreter der Ritterschaft des Jagstkreises
- Graf Sigismund Clemens Philipp von Adelmann zu Hohenstadt
- Freiherr Louis von Gemmingen-Guttenberg-Bonfeld
- Freiherr Adolf Hofer von Lobenstein

### Vertreter der Ritterschaft des Schwarzwaldkreises
- Freiherr Adolf von Gültlingen 1854 in die Kammer eingetreten
- Freiherr Karl von Linden bis 1853, als er lebenslänglich ernanntes Mitglied der Ersten Kammer wurde
- Freiherr Edmund von Ow
- Freiherr Johann Karl von Ow

### Vertreter der Ritterschaft des Donaukreises
- Freiherr Franz Daniel von Besserer von Thalfingen von 1851 bis 1852
- Freiherr Ludwig von Eyb
- Freiherr Ludwig von Gaisberg eingetreten 1852 als Nachfolger des Freiherrn von Besserer
- Freiherr August von Hornstein-Bußmannshausen bis 1853
- Freiherr Wilhelm König von Königshofen seit 1853
- Freiherr Karl von Palm

### Vertreter der evangelischen Landeskirche
- Generalsuperintendent von Heilbronn: Gottlob Eberhard von Hafner , bis 1852, gefolgt 1853 von Edmund von Sigel
- Generalsuperintendent von Ludwigsburg: Friedrich von Gerok
- Generalsuperintendent von Reutlingen: Sixt Karl Kapff,[2] gefolgt 1852 von Christian Friedrich von Dettinger[2]
- Generalsuperintendent von Schwäbisch Hall: Gebhard von Mehring
- Generalsuperintendent von Tübingen: Christian Gottlob von Moser
- Generalsuperintendent von Ulm: Albert von Hauber

### Vertreter des Bistums Rottenburg
- Bischof von Rottenburg: Josef von Lipp ließ sein Mandat stets ruhen
- Domkapitular von Rottenburg: Anton von Oehler
- Dienstältester katholischer Dekan: Thomas von Maier

### Kanzler der Universität Tübingen
- Karl von Gerber

## Die 70 gewählten Abgeordneten der Zweiten Kammer

### Die Abgeordneten der sieben „guten Städte“
| Stadt       | Name                         |
| ----------- | ---------------------------- |
| Stuttgart   | Christian Gottlieb Nestle    |
| Tübingen    | Karl August Friedrich Fetzer |
| Ludwigsburg | Wilhelm Seybold              |
| Ellwangen   | Franz Xaver Bucher           |
| Ulm         | Adolf Seeger                 |
| Heilbronn   | Karl David Metz              |
| Reutlingen  | Hermann Stockmayer           |

### Die Abgeordneten der Oberämter desNeckarkreises
| Oberamt           | Name                       |
| ----------------- | -------------------------- |
| Backnang          | Adolf von Daniel           |
| Besigheim         | Adolf Schoder († 1852)     |
| Besigheim         | Andreas von Renner         |
| Böblingen         | Sigmund Schott             |
| Brackenheim       | Karl Krauch († 1851)       |
| Brackenheim       | Paul Vogel                 |
| Cannstatt         | Karl Mäulen                |
| Esslingen         | Philipp Nagel              |
| Heilbronn (Amt)   | Christian Bernhard Nickel  |
| Leonberg          | Friedrich Notter           |
| Ludwigsburg (Amt) | Christian Groß             |
| Marbach           | Robert Sigel               |
| Maulbronn         | Adolf Hochstetter          |
| Neckarsulm        | Gustav Vogel               |
| Stuttgart (Amt)   | Friedrich Rudolf Roth      |
| Vaihingen         | Ludwig Rudolf Magenau      |
| Waiblingen        | Friedrich Viktor Steinbuch |
| Weinsberg         | Karl Friedrich Troll       |

### Die Abgeordneten der Oberämter desJagstkreises
| Oberamt         | Name                                              |
| --------------- | ------------------------------------------------- |
| Aalen           | Moritz Mohl                                       |
| Crailsheim      | Georg Friedrich Fischötter                        |
| Ellwangen (Amt) | Johannes von Kuhn (legte sein Mandat 1852 nieder) |
| Ellwangen (Amt) | Johann Joseph Huck                                |
| Gaildorf        | Heinrich Ferdinand Pantlen                        |
| Gerabronn       | Gottlob Friedrich Egelhaaf                        |
| Gmünd           | Nikolaus Wolf                                     |
| Hall            | Franz von Weber                                   |
| Heidenheim      | Friedrich Winter                                  |
| Künzelsau       | Johann Friedrich Reger                            |
| Mergentheim     | August Ludwig Reyscher                            |
| Neresheim       | Friedrich von Camerer                             |
| Öhringen        | Friedrich Rödinger                                |
| Schorndorf      | Gustav Duvernoy                                   |
| Welzheim        | Gottlob Tafel                                     |

### Die Abgeordneten der Oberämter desSchwarzwaldkreises
| Oberamt        | Name                                                      |
| -------------- | --------------------------------------------------------- |
| Balingen       | Johann Jakob Ruoff                                        |
| Calw           | Johann Georg Dörtenbach                                   |
| Freudenstadt   | Franz Karl Frey                                           |
| Herrenberg     | Konrad Ludwig Hiller                                      |
| Horb           | Christian Teufel                                          |
| Nagold         | Christoph Geigle                                          |
| Neuenbürg      | Johann Philipp Krauth                                     |
| Nürtingen      | Gottlob Eberhardt                                         |
| Oberndorf      | Ivo Frueth                                                |
| Reutlingen     | Jakob Schwille                                            |
| Rottenburg     | Carl Pfeifer                                              |
| Rottweil       | Friedrich Platz                                           |
| Spaichingen    | Adolf Theodor Dietter                                     |
| Sulz           | Anton von Bek                                             |
| Tübingen (Amt) | Ludwig Friedrich Rothenhöfer                              |
| Tuttlingen     | Johann Konrad von Teuffel (legte sein Mandat 1853 nieder) |
| Tuttlingen     | Karl Hermann von Hörner                                   |
| Urach          | Adolf Goppelt (legte sein Mandat 1852 nieder)             |
| Urach          | Heinrich von Idler                                        |

### Die Abgeordneten der Oberämter desDonaukreises
| Oberamt    | Name                                                       |
| ---------- | ---------------------------------------------------------- |
| Biberach   | Rudolf Probst                                              |
| Blaubeuren | Karl Nüßle                                                 |
| Ehingen    | Alois von Wiest                                            |
| Geislingen | Friedrich von Römer                                        |
| Göppingen  | Christian Philipp Seefried (legte sein Mandat 1852 nieder) |
| Göppingen  | Ludwig Heinrich Widmann                                    |
| Kirchheim  | Franz Gustav Adolf Hirzel                                  |
| Laupheim   | Franz Seraph Müller                                        |
| Leutkirch  | Wilhelm Zimmermann (legte sein Mandat 1853 nieder)         |
| Leutkirch  | Adolf Zimmerle                                             |
| Münsingen  | Eduard Süskind                                             |
| Ravensburg | Konrad Lupberger                                           |
| Riedlingen | Josef Menz                                                 |
| Saulgau    | Andreas Alois Wiest                                        |
| Tettnang   | Bernhard Jakob                                             |
| Ulm        | Johann Georg Ott                                           |
| Waldsee    | Ludwig Seeger                                              |
| Wangen     | Christian Ulrich Springer                                  |